# Janet Louise Smith

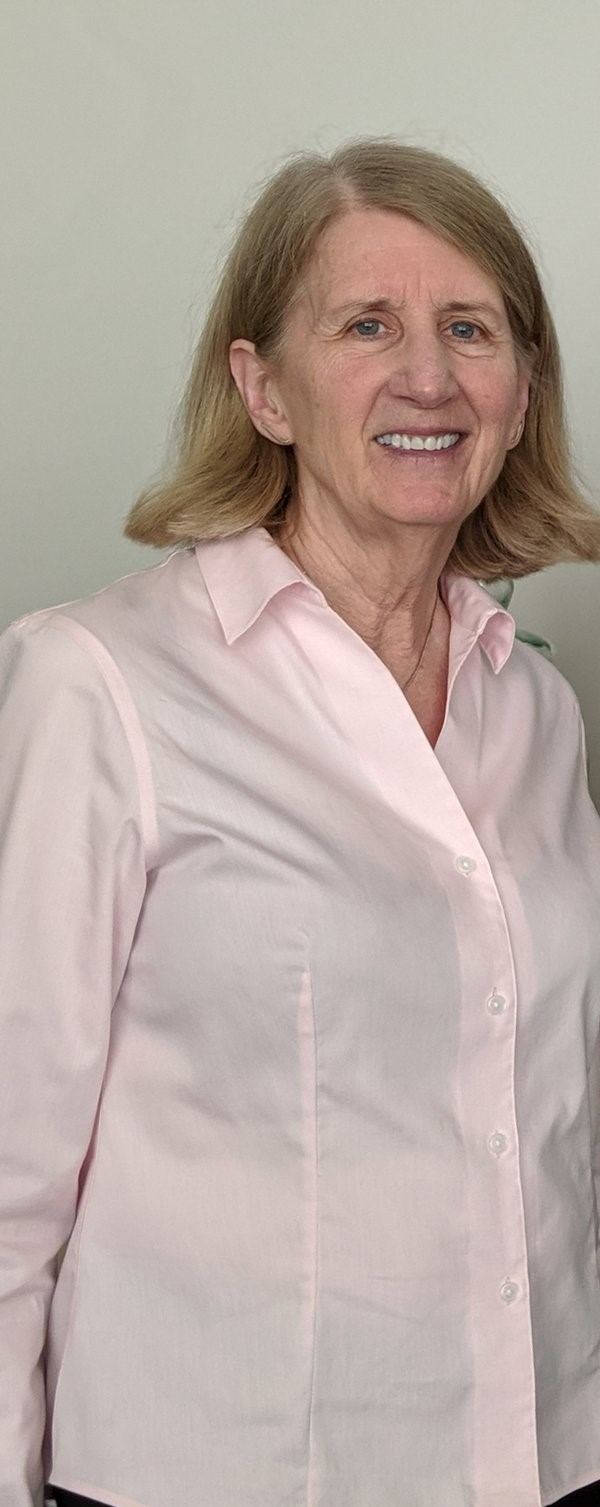
Janet Louise Smith

Janet Louise Smith (nacida en 1951) es una profesora  de Química biológica y Biofísica,  directora del Centro de Biología Estructural de la Universidad de Míchigan. También desempeña el cargo de directora científica de las instalaciones de biología estructural de los Institutos del Cáncer y de las Ciencias Médicas Generales en la fuente de luz sincrotrón  Advanced Photon Source.

## Biografía
Smith nació en Pensilvania y estudió Química en la Universidad de Indiana de Pensilvania. Tras graduarse en 1973, realizó estudios de posgrado en la Universidad de Wisconsin-Madison. Obtuvo el doctorado en 1978. Consiguió un puesto de posdoctorado en  el Laboratorio de Búsqueda Naval, donde trabajó con Wayne Hendrickson.
Desde el inicio de su carrera, la labor de investigación de Smith tuvo como propósito lograr entender la función de las  proteínas a nivel molecular mediante el estudio de su estructura. La técnica experimental principal empleada en su laboratorio para elucidar la estructura de las proteínas es la cristalografía de rayos X. El trabajo  de Smith  también se ha enfocado en los métodos para la determinación de estructuras,  y ha contribuido al desarrollo de la Dispersión Anómala Múltiple (MAD).
Es miembro de la Asociación Americana para el Adelanto de la Ciencia (2007).
Entre los logros de su grupo, puede  destacarse la investigación  de una proteína producida por el Zika virus probablemente implicada en la reproducción del virus y su interacción con el sistema inmunitario del huésped.

## Premios
- Premio MERIT de los Institutos Nacionales de la Salud (1998-2008).[1]